# Клей-Сіті (Іллінойс)
Клей-Сіті (англ. Clay City) — селище (англ. village) в США, в окрузі Клей штату Іллінойс. Населення — 847 осіб (2020).

## Географія
Клей-Сіті розташований за координатами 38°41′9″ пн. ш. 88°20′55″ зх. д. / 38.68583° пн. ш. 88.34861° зх. д. (38.685827, -88.348499).  За даними Бюро перепису населення США в 2010 році селище мало площу 4,52 км², уся площа — суходіл.

## Демографія
Згідно з переписом 2010 року, у селищі мешкало 959 осіб у 424 домогосподарствах у складі 252 родин. Густота населення становила 212 особи/км².  Було 481 помешкання (106/км²).
Расовий склад населення:
| - 99,0 % — білих - 0,2 % — азіатів - 0,1 % — корінних американців - 0,1 % — чорних або афроамериканців |

До двох чи більше рас належало 0,3 %. Частка іспаномовних становила 0,3 % від усіх жителів.
За віковим діапазоном населення розподілялося таким чином: 22,6 % — особи молодші 18 років, 58,8 % — особи у віці 18—64 років, 18,6 % — особи у віці 65 років та старші. Медіана віку мешканця становила 40,0 року. На 100 осіб жіночої статі у селищі припадало 92,2 чоловіків;  на 100 жінок у віці від 18 років та старших — 89,8 чоловіків також старших 18 років.
Середній дохід на одне домашнє господарство  становив 42 833 долари США (медіана — 36 364), а середній дохід на одну сім'ю — 51 515 доларів (медіана — 46 250). Медіана доходів становила 36 892 долари для чоловіків та 28 333 долари для жінок. За межею бідності перебувало 19,2 % осіб, у тому числі 22,8 % дітей у віці до 18 років та 2,4 % осіб у віці 65 років та старших.
Цивільне працевлаштоване населення становило 365 осіб. Основні галузі зайнятості: освіта, охорона здоров'я та соціальна допомога — 24,7 %, виробництво — 21,6 %, роздрібна торгівля — 19,2 %.